# Pećina
Koordinaten: 44° 47′ 44,7″ N, 15° 21′ 32″ O
Pećina (auch: Vrelo Pećina; vrelo = „Quelle“, pećina = „Grotte“) ist eine Karstquelle in Ličko Lešće, südöstlich von Otočac in Kroatien. Über das Flüsschen Kostelka ist Pećina eine der Hauptquellen der Gacka. Eine ebenfalls schlicht als Pećina bezeichnete Höhle nahe der Quelle wird als Fundstätte des Mesolithikums touristisch vermarktet.

## Umgebung
Das Feld des Flusses Gacka (Gacko Polje) ist ein großes Karstfeld zwischen dem Velebit im Westen und der Kapela im Osten. Der Fluss speist sich aus mehreren Quellen, von denen Tonkovićevo vrilo, Klanac, Majerovo vrilo und Pećina die größten sind. Ihre Schüttung macht zusammen 94 % des Flusswassers aus. Der ursprüngliche Flusslauf der Gacka war 32 km lang, seit dem Bau des Wasserkraftwerkes Senj in den 1960er-Jahren beträgt er nur noch 11 km, da im Gebiet der Stadt Otočac der größte Teil des Wassers durch Tunnel in einen Speichersee geleitet wird.

## Quelle und Nutzung
Pećina ist die vierte große Quelle der Gacka, nach Messungen zwischen 2008 und 2010 trägt sie etwa 15 % der Gesamtwassermenge des Flusses bei. Die mittlere Schüttung betrug in dem genannten Messzeitraum 1.925 l/s, das Minimum lag bei 2 l/s, das Maximum bei 6.840 l/s. Dieses Wasser tritt an zahlreichen Stellen aus dem Boden und formt dabei einen Teich, der heute teilweise künstlich aufgestaut ist. Sein nördliches Drittel wird vom „Zentrum für einheimische Fisch- und Krebstierarten“ genützt, das sich unter anderem der Erforschung autochthoner Fisch- und Krebstierarten in den lokalen Karstgewässern widmet und Jungfische nachzüchtet. Die Gacka ist ein beliebtes Angelrevier.
Das Einzugsgebiet der Quelle befindet sich in den Hängen südlich und südwestlich auf einer mittleren Höhe von 620 Meter über Adria, nach Südosten hin überlagert es sich im porösen Karst mit jenem der Quellen Tonković und Klanac. Die mittlere Temperatur des Wassers beträgt 9,3 Grad. Über das rund 4,5 km lange Flüsschen Kostelka fließt das Wasser der Pećina nach Nordwesten in die Gacka.
Rund 100 m südöstlich der Quelle befindet sich eine ebenfalls Pećina genannte Höhle, die vom Tourismusverband der Stadt Otočac als Fundstätte des Mesolithikums (u. a. verkohlte Tierknochen) vermarktet wird. Diese Angaben werden in der Fachliteratur mit großer Vorsicht behandelt.